# Hans Jürgen Kiebach
Hans Jurgen Kiebach (28 de agosto de 1930 — 19 de maio de 1995) é um diretor de arte estadunidense. Venceu o Oscar de melhor direção de arte na edição de 1973 por Cabaret, ao lado de Rolf Zehetbauer e Herbert Strabel.